# Lamellitrochus inceratus
Lamellitrochus inceratus là một loài ốc biển, là động vật thân mềm chân bụng sống ở biển thuộc họ Solariellidae.

## Miêu tả
Độ dài vỏ lớn nhất ghi nhận được là 8.2 mm.

## Môi trường sống
Độ sâu nhỏ nhất ghi nhận được là 86 m. Độ sâu lớn nhất ghi nhận được là 1472 m.